# Son of the Mask
Son of the Mask is een Amerikaanse komische film uit 2005. De film is een vervolg op de film The Mask uit 1994, maar geen van de hoofdrolspelers uit die film komen in deze film voor. De film werd geregisseerd door Lawrence Guterman. Hoofdrollen waren er voor Jamie Kennedy, Alan Cumming en Traylor Howard.
De film was financieel een mislukking. Veel critici vonden de film inferieur aan het origineel, iets wat ook wel te merken was aan de verkoop.

## Verhaal
Tien jaar nadat het magische masker van Loki het leven van bankmedewerker Stanley Ipkiss veranderde, komt het in handen van animatiefilmtekenaar Tim Avery. Hij gebruikt het masker om indruk te maken tijdens een feestje. Dan verwekt hij bij zijn vrouw een kind terwijl hij het masker nog op heeft. Hierdoor krijgt de baby alle krachten van het masker.
De baby gebruikt deze krachten volop om zijn vader het leven zuur te maken. Alsof dat nog niet erg genoeg is, is er ook nog de hond van de familie: Otis. Deze gebruikt het masker om met de baby te concurreren om Tims aandacht. Maar het slechtste nieuws voor Tim is nog wel dat Loki zijn masker terugwil, en geen manier ongebruikt laat om het te krijgen. Hij doet dit in opdracht van zijn vader, Odin.
Loki probeert het kind van het masker te vinden, aangezien die hem naar het masker kan brengen. Loki vindt Tim en de baby, en bevecht hen. Dit resulteert erin dat Odin Loki’s krachten afneemt.
Loki weet Odin over te halen hem gedurende een uur zijn krachten terug te geven, zodat hij het masker kan halen. Hij dreigt ervoor te zorgen dat Avery zijn zoon nooit meer zal zien als hij hem het masker niet geeft. Tim zet het masker weer op, en bevecht Loki. De twee blijken even sterk te zijn, en Loki komt met het idee de baby te laten beslissen bij wie hij wil blijven. Nadat Tim zich heeft verontschuldigd tegenover zijn zoon, kiest de baby voor hem.
Aangezien Loki weet wat de gevolgen zijn als hij faalt, geeft hij zich niet zo makkelijk gewonnen. Hij valt Tim, zijn vrouw en de baby aan met een enorme hamer. Maar net als hij hen wil verpletteren is zijn uur om en verschijnt Odin. Omdat Loki heeft gefaald, wil Odin hem opnieuw verbannen. Tim verdedigt Loki echter door Odin het belang van familie uit te leggen. Hij geeft Loki het masker, die het vervolgens doorgeeft aan Odin. Loki en Odin keren terug naar Asgard. Thuis komt Tim met een idee voor een nieuwe tekenfilm: een baby en een hond die concurreren om de aandacht van de vader.

## Rolverdeling
| Acteur                 | Personage             |
| ---------------------- | --------------------- |
| Jamie Kennedy          | Tim Avery/The Mask    |
| Alan Cumming           | Loki                  |
| Ryan Falconer          | Alvey Avery           |
| Liam Falconer          | Alvey Avery           |
| Traylor Howard         | Tonya Avery           |
| Bob Hoskins            | Odin                  |
| Ben Stein              | Dr. Arthur Neuman     |
| Peter Flett            | Mr. Kemperbee         |
| Magda Szubanski        | Betty                 |
| Richard Steven Horvitz | Otis the Dog/The Mask |
| Mona Marshall          | Baby Alvey/The Mask   |

## Achtergrond

### Vergelijking met de vorige film
De enige acteur uit de eerste film die in dit vervolg meedoet is Ben Stein in zijn rol van maskerexpert Dr. Arthur Neuman. Hij bevestigt wederom de relatie tussen Loki en het masker.
De naam van de hond, Otis, is in overeenstemming met de naam van de hond uit de vorige film, Milo. Beide namen zijn een referentie naar de film The Adventures of Milo and Otis.
De naam van het personage Tim Avery is een referentie naar de beroemde tekenfilmmaker Tex Avery.

### Mythologie
De film maakt gebruik van de Noorse mythologie, maar bijna alles wat in de film wordt vermeld is onjuist. Odin is niet de vader van Loki, maar zijn stiefbroer. Loki is evenmin Thors broer.
In sommige vertalingen van de Prosa Edda beschrijft Idun, godin van de jeugd, Loki als 'wish-kin' van Odin, oftewel adoptiefzoon.
In de film was Loki nooit geketend opgesloten onder de Aarde.
De film is zelfs in tegenspraak met de mythologie die werd behandeld in de eerste film. Een verwijderde scène uit die film - die wel is opgenomen in de stripversie - toonde hoe Loki werd gevangen in het masker, dat daarna door de Vikingen werd begraven aan het eind van de wereld, oftewel Amerika. In deze film bevat het masker enkel Loki’s krachten, maar is Loki zelf nog vrij.

### Reactie
De reacties op de film waren uitermate negatief. Son of the Mask was tevens een flop bij de verkoop.
Veel fans van de eerste film waren teleurgesteld dat Jim Carrey niet meedeed in dit vervolg. Daarnaast hoopten zij op een duistere film die meer in overeenstemming was met de stripserie waar de eerste film op was gebaseerd.
De film staat op de achttiende plaats van IMDb’s lijst van honderd slechtste films ooit.

## Nominaties en prijzen
De film werd genomineerd voor acht Golden Raspberry Awards:
- Slechtste Film
- Slechtste Scenario
- Slechtste Remake of vervolg
- Slechtste Acteur (Jamie Kennedy)
- Slechtste Mannelijke Bijrol (Alan Cumming)
- Slechtste Mannelijke Bijrol (Bob Hoskins)
- Slechtste Regisseur (Lawrence Guterman)
- Slechtste Filmkoppel (Jamie Kennedy & iedereen die het scherm met hem deelde)

De film won uiteindelijk de Golden Raspberry Award voor slechtste remake of vervolg.

## Trivia
- Op een bepaald moment in de film wordt het masker overdag gebruikt. In de eerste film werd echter vermeld dat het masker alleen 's nachts werkt.
- De film negeert de gebeurtenissen uit de animatieserie The Mask: The Animated Series, die was gemaakt aan de hand van de eerste film.
- Dit is een van de vier films die een vervolg zijn op een Jim Carrey-film, waar Jim Carrey zelf niet in meespeelt. De andere twee vervolgen zijn Dumb and Dumberer, Ace Ventura Junior en Evan Almighty.